# Campionati europei di 470 1971
I Campionati europei di 470 1971 si sono svolti a Southend-on-Sea, in Gran Bretagna, dal 4 all'8 luglio 1971.

## Podi
| Evento   | Oro                                           | Argento                                    | Bronzo                               |
| 470 Open | Francia Philippe Follenfant Hubert Follenfant | Paesi Bassi Tom van Essen Wouter van Essen | Belgio Paul Maes Daniel Quertainmont |

## Medagliere
| Posiz. | Nazione     | Oro | Argento | Bronzo | Totale |
| ------ | ----------- | --- | ------- | ------ | ------ |
| 1      | Francia     | 1   | 0       | 0      | 1      |
| 2      | Paesi Bassi | 0   | 1       | 0      | 1      |
| 3      | Belgio      | 0   | 0       | 1      | 1      |
| Totale | Totale      | 1   | 1       | 1      | 3      |